# Магадев Десаї

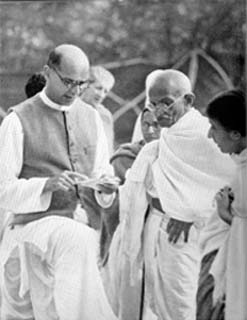
Магадев Десаї (ліворуч) і Ґанді, 1939.

Магадев Десаї (гінді महादेव देसाई, 1 січня 1892 — 15 серпня 1942) — індійський активіст за незалежність, а також націоналістичний письменник. Був найбільш відомий як особистий секретар Магатми Ґанді.